# Jaye Kuti
Jayé Kútì, de son vrai nom Durojaiyeola Oluwakemi Kuti, née le 10 juillet 1969  dans l'État d'Ogun au Nigeria, est une actrice de cinéma et productrice de film.  

## Biographie

### Enfance et éducation
D'origine yoruba, Jaye Kuti nait dans les hauts plateaux de Kano. Elle commence ses études à l'école maternelle et primaire de Sunshine de Kano. Elle poursuit son cursus à l'École polytechnique fédérale d'Ilaroo, État d'Ogun où elle obtient un certificat en secrétariat administratif. Elle étudie également à l'Université de Lagos en y décrochant son diplôme en langue anglaise. 

### Carrière
Jayé commence sa carrière du cinéma en participant à une émission de télévision avec l'acteur du cinéma  Adébayo Salami plus connu sous le nom d'Oga Bello. Elle devient célèbre grâce à son film intitulé "Jayéọlá Ni Mò Ń Jẹ́",.

### Vie privée
Contrairement aux rumeurs, Jayé Kutì déclare ne pas être l'épouse du musicien Fuji Alhaji Álabi Pasumà.

## Filmographie

### Production
- 2017: Olori Amologe[4].
- 2017: Oro mi[4].